# The Platters

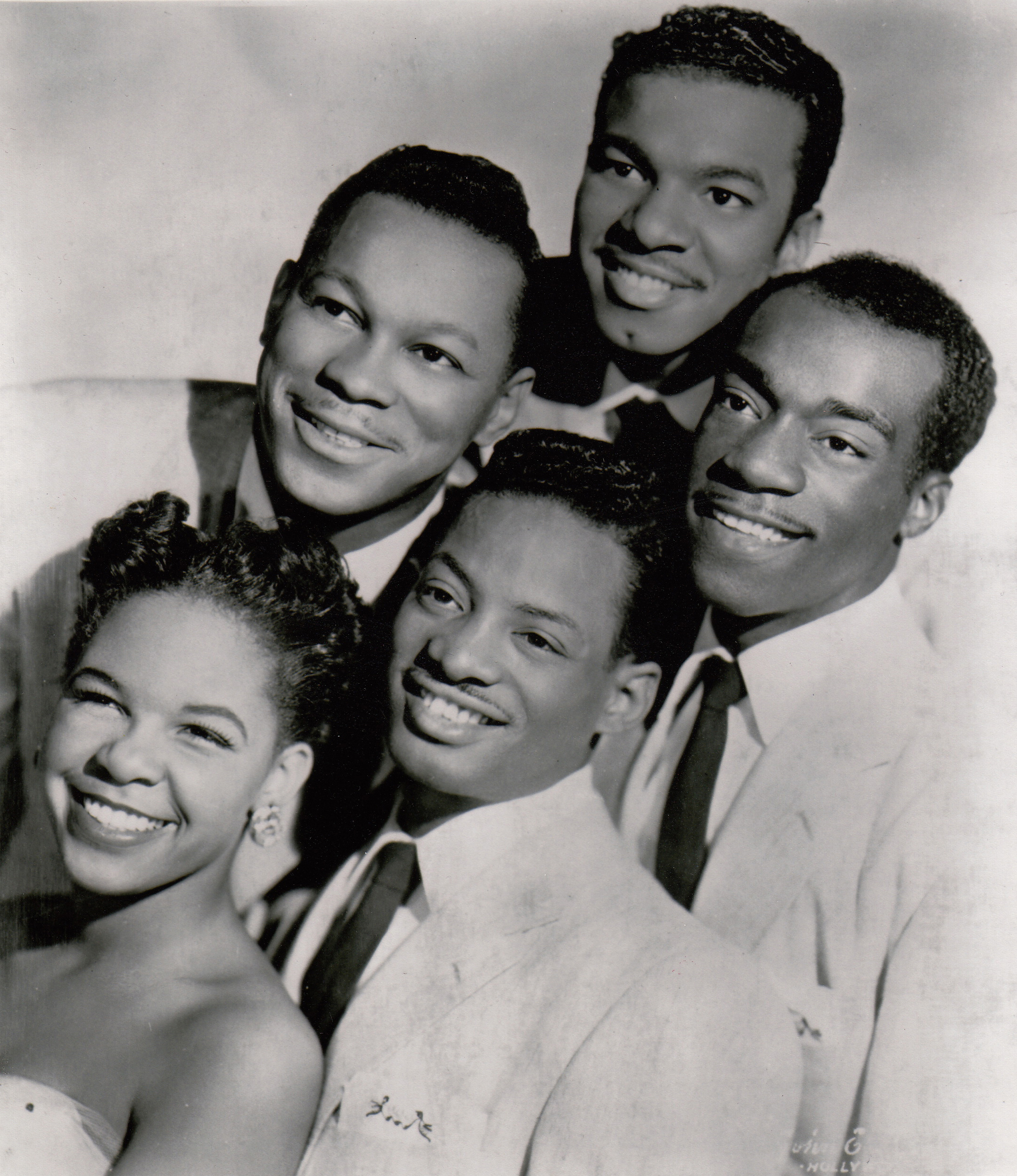
The Platters

The Platters war eine US-amerikanische Doo-Wop-Gruppe, die in den 1950er Jahren mit einigen balladenhaften Millionensellern erfolgreich war. Ihre größten Erfolge waren Only You, My Prayer, The Great Pretender, Twilight Time und Smoke Gets in Your Eyes.

## Entdeckung und Durchbruch

Platters – Roses of Picardy

Die Gruppe in der Ursprungsformation mit Tony Williams (erster Tenor), Gaynel Hodge (Tenor), David Lynch (Tenor), Alex Hodge (Bariton) und Herb Reed (Bass) wurde im August 1953 von Ralph Bass, dem Chef des King-Tochterlabels Federal Records entdeckt. Am 15. September 1953 fand in dieser Besetzung eine erste Aufnahmesession statt, aus der vier Songs hervorgingen.
Als erste Single wurde hieraus die gospelähnliche Ballade Give Thanks / Hey Now ausgesucht, die als Federal #12153 im Oktober 1953 veröffentlicht wurde. Die Platte blieb, wie auch eine Nachfolgesingle, ohne Hitparadenresonanz. Eine weitere Session war für den 16. März 1954 anberaumt. Als hieraus im April 1954 als dritte Single Roses of Picardy / Beer Barrel Polka (Federal #12181) erschien, hatte Buck Ram das Management der Gruppe übernommen. Die Platte zeigte, dass die Platters bislang noch keinen identifizierbaren Sound gefunden hatten. Ram reagierte und ersetzte Gaynel Hodge durch Zola Taylor, die in der dritten Aufnahmesession am 20. Mai 1954 bereits vor dem Mikrofon stand. Eine der vier Aufnahmen war Only You (And You Alone), komponiert von Manager Buck Ram. Die Aufnahme war so schlecht, dass Labelchef Ralph Bass sie verwarf. Auch durch weitere Soundverbesserungen und personelle Veränderungen konnten keine Chartplatzierungen der sieben Singles von Federal/King erreicht werden.

## Mercury Records
Federal verlor deshalb das Interesse an den Platters und entließ die Gruppe aus ihrem Vertrag. Im April 1955 erhielten sie einen Plattenvertrag bei Mercury Records, die für den 26. April 1955 ein Studio gebucht hatten. Unter den fünf Aufnahmen befand sich die Neuaufnahme von Only You, die auch dem A&R-Chef von Mercury Records Bob Shad nicht gefiel. Manager Buck Ram bestand jedoch auf der Aufnahme des Songs, bei dem er am Klavier zu hören ist. Widerwillig ließ Mercury die Ballade mit der B-Seite Bark, Battle and Ball (Mercury #70633) im Mai 1955 veröffentlichen.

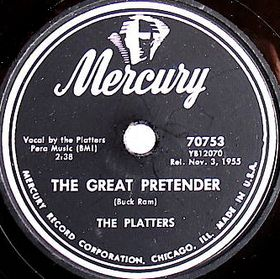
Platters – The Great Pretender

Der Erfolg überraschte alle Beteiligten. In der Rhythm-&-Blues-Hitparade erreichte sie den ersten Rang, wo sie für sieben Wochen blieb. Gleichzeitig gelang hiermit ein immenser Crossover-Erfolg, als sie auch in den Popcharts bis auf Platz fünf vordrang, gute Indizien dafür, dass sich die Ballade zum Millionenseller entwickelt hatte. Die am 3. November 1955 erschienene Nachfolgesingle The Great Pretender / I’m Just a Dancing Partner verkaufte sich 1,8 Millionen Mal; allein eine Million Exemplare gingen in Frankreich über die Ladentheke und machten den Song zum ersten französischen Millionenseller. Am 18. Februar 1956 erreichte die Platte auch für zwei Wochen den ersten Platz in der US-Pop-Hitparade. Nun hatten die Platters ihren Sound gefunden und konnten ihn bei weiteren Hits noch festigen. Sie etablierten sich als eine der bekanntesten schwarzen Vokalgruppen ihrer Zeit.
Am 21. März 1956 wurden die Platters im Musikfilm Rock Around the Clock mit Only You und The Great Pretender begleitet von der Ernie-Freeman-Combo präsentiert. Es folgte eine Reihe Hits, von denen My Prayer, eine Coverversion von Georges Boulangers Avant de mourir aus dem Jahr 1924, Twilight Time, eine Coverversion vom Hit der Three Suns – bei denen Buck Ram mitsang – aus dem Jahr 1944, und Smoke Gets in Your Eyes, eine Coverversion von Tamara Drasin aus dem Jahr 1933, jeweils die Platz 1 der Popcharts erreichten. Diese Singles wurden Millionenseller. Insgesamt entstanden bei Mercury bis November 1964 nach My Prayer 46 Singles. Daneben brachte Mercury noch 18 LPs mit dem kaum variierten Sound heraus, einem Stil, „der Banalität an einen Punkt brachte, wo sie sich mit wahrer Inspiration berührte“.
1964 stieg Zola Taylor aus und wurde durch Barbara Randolph ersetzt, die jedoch nur ein knappes Jahr bei der Gruppe blieb und dann zu Motown wechselte. 

## Spätere Karriere
Die Musikgruppe verlor in den 1960er-Jahren an Relevanz für die Charts, doch traten die Platters noch lange gemeinsam auf. In späteren Jahren, als bereits mehrere Gründungsmitglieder verstorben waren, stritten sich mehrere Gruppen um dem Namen und die Rechte an The Platters. Die Anzahl der Sänger, die in den verschiedenen Platters-Formationen über die Jahrzehnte mitwirkten, wird auf über 100 Menschen beziffert. Herb Reed (1928–2012), das letzte lebende Gründungsmitglied, gewann gegen Ende seines Lebens mehrere Gerichtsprozesse um die Exklusivrechte an dem Bandnamen. Die Formation mit Reed, der bis kurz vor seinem Tod auftrat, war März 2008 in Stuttgart in der Schleyer-Halle bei der Porsche-Oldie-Night aufgetreten; ansonsten ist die Musikgruppe aber in erster Linie in den USA aktiv. Bis heute (Stand: November 2023) tritt die von der Firma Herb Reed Enterprises lizenzierte Gesangsgruppe The Platters auf.

## Statistik
Sie nahmen über 400 Songs auf, die weltweit 100 Millionen Mal verkauft wurden. Die Platters wurden 1990 in die Rock and Roll Hall of Fame und 1998 in die Vocal Group Hall of Fame aufgenommen. 

## Diskografie
Studioalben

| Jahr | Titel Musiklabel Katalog-Nr.        | Höchstplatzierung, Gesamtwochen, AuszeichnungChartplatzierungen (Jahr, Titel, Musiklabel Katalog-Nr., Platzierungen, Wochen, Auszeichnungen, Anmerkungen) | Höchstplatzierung, Gesamtwochen, AuszeichnungChartplatzierungen (Jahr, Titel, Musiklabel Katalog-Nr., Platzierungen, Wochen, Auszeichnungen, Anmerkungen) | Höchstplatzierung, Gesamtwochen, AuszeichnungChartplatzierungen (Jahr, Titel, Musiklabel Katalog-Nr., Platzierungen, Wochen, Auszeichnungen, Anmerkungen) | Anmerkungen                                              |
| Jahr | Titel Musiklabel Katalog-Nr.        | UK | US | R&B | Anmerkungen                                              |
| ---- | ----------------------------------- | --- | --- | --- | -------------------------------------------------------- |
| 1956 | The Platters Mercury 20146          | — | US7 (26 Wo.)US | — | Erstveröffentlichung: 1956 Produzent: Buck Ram           |
| 1957 | Volume Two Mercury 20216            | — | US12 (8 Wo.)US | — | Erstveröffentlichung: 1957 Produzent: Buck Ram           |
| 1959 | Remember When? Mercury 20410        | — | US15 (8 Wo.)US | — | Erstveröffentlichung: 1959 Produzent: Buck Ram           |
| 1966 | I Love You 1,000 Times Musicor 2091 | — | US100 (6 Wo.)US | R&B12 (17 Wo.)R&B | Erstveröffentlichung: Juni 1966 Produzent: Garry Sherman |

grau schraffiert: keine Chartdaten aus diesem Jahr verfügbar
Weitere Studioalben
- 1957: The Flying Platters (Mercury 20298)
- 1957: The Platters (Federal Records 549)
- 1958: The Flying Platters Around the World (Mercury 20366)
- 1960: Reflections (Mercury 20481)
- 1960: Encores (Wing Records 12112)
- 1961: Life Is Just a Bowl of Cherries! (Mercury 20589)
- 1961: Encore of Broadway Golden Hits (Mercury 20613)
- 1962: Song for the Lonely (Mercury 20669)
- 1962: All Time Movie Hits (Mercury 20782)
- 1963: Sing of Your Moonlight Memories (Mercury 20759)
- 1963: The Platters Sing Latino (Mercury 20808)
- 1963: Christmas with the Platters (Mercury 20841)
- 1964: The New Soul of the Platters: Campus Style (Mercury 20983)
- 1964: Platters 10th Anniversary Album (Wing Records 1174)
- 1966: Have the Magic Touch (Musicor 2111)
- 1967: Going Back to Detroit (Musicor 2125)
- 1967: In the Still of the Night (Pickwick 3120)
- 1968: Sweet, Sweet Lovin’ (Musicor 3156)
- 1968: I Get the Sweetest Feeling (Musicor 3171)
- 1969: Singing the Hits Our Way (Musicor 3185)
- 1973: The Platters in Person and You Are There (Antler Records 101)
- 1977: Reborn (Antler Records 102)
- 1981: 25th Anniversary (Melody-Rex/Antler 251981)
- 1984: This Time Around (HMC Records 840218)
- 1986: Greatest Hits (feat. Paul Robi; Jango Music Corporation 775)
- 1994: A Christmas Album (Polygram)